# Pimpla arjuna
Pimpla arjuna är en stekelart som först beskrevs av Gupta och Hari Om Saxena 1987.  Pimpla arjuna ingår i släktet Pimpla och familjen brokparasitsteklar. Inga underarter finns listade i Catalogue of Life.